# Mityana
Mityana è un centro abitato dell'Uganda, situato nella Regione centrale.